# Marina Wozniak

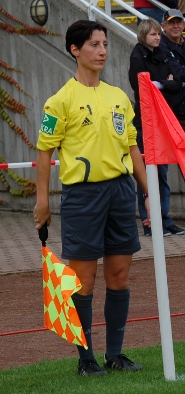
Marina Wozniak (2009)

Marina Wozniak (* 7. September 1979 in Herne) ist eine ehemalige deutsche Fußballschiedsrichterin.

## Werdegang
Seit 2004 war sie DFB-Schiedsrichterin und leitete Spiele der 2. Bundesliga der Frauen. Ein Jahr später stieg sie in die Bundesliga auf. Beim DFB-Pokalfinale der Frauen 2007 wurde sie als Vierte Offizielle eingesetzt. Für das DFB-Pokalfinale der Frauen am 17. Mai 2014 zwischen der SGS Essen und dem 1. FFC Frankfurt nominierte sie der DFB als Schiedsrichterin.
2008 wurde sie FIFA-Schiedsrichterassistentin und stand bis 2016 auf der FIFA-Liste. 2008 wurde sie für die U-20-Weltmeisterschaft in Chile berufen. 2009 wurde sie bei der Europameisterschaft in Finnland eingesetzt.
Am 15. April 2011 erfolgte ihre Nominierung als Assistentin für die im Sommer 2011 in Deutschland stattfindende Weltmeisterschaft der Frauen zusammen mit Katrin Rafalski aus Bad Zwesten (ebenfalls Assistentin) und der FIFA-Schiedsrichterin Bibiana Steinhaus. Beim olympischen Fußballturnier der Frauen 2012 kam sie ebenfalls zum Einsatz, u. a. als Assistent Finale. Bei der Europameisterschaft der Frauen 2013 in Schweden war Marina Wozniak als Assistentin im Einsatz. Im Mai 2014 wurde sie für die im August stattfindende U-20-Fußball-Weltmeisterschaft der Frauen in Kanada als Schiedsrichterassistentin nominiert.
Im März 2015 wurde sie als Schiedsrichterassistentin für die WM 2015 nominiert. Dort assistierte sie mit ihrer Kollegin Katrin Rafalski am 11. Juni Schiedsrichterin Bibiana Steinhaus beim Spiel des Gastgebers Kanada gegen Neuseeland, das nach vier Minuten wegen eines Unwetters für ca. 30 Minuten unterbrochen werden musste. Zudem war sie zusammen mit Rafalski als Assistentin der Ungarin Katalin Kulcsár für das Spiel zwischen China und Neuseeland am 15. Juni nominiert.
Im Männerbereich leitete sie Spiele der fünftklassigen Oberliga, zuvor wurde sie seit 2006 in den Oberligen Westfalen und Nordrhein sowie der NRW-Liga eingesetzt. Ab der Saison 2016/17 war Wozniak zudem in der Regionalliga West als Assistentin im Einsatz.

## Ehrungen und Auszeichnungen
Im Jahr 2016 wurde Marina Wozniak für ihre sportlichen Leistungen mit der Sportplakette des Landes Nordrhein-Westfalen ausgezeichnet. Im Jahr 2011 kürte sie die Schiedsrichtervereinigung Herne zur „Schiedsrichterin des Jahres“. Der Fußball- und Leichtathletik-Verband Westfalen (FLVW) verlieh ihr den Titel „Schiedsrichterin des Jahres“ auf Verbandsebene bereits im Jahr 2008.
Im Juli 2019 wurde Wozniak vom DFB als „Schiedsrichterin des Jahres 2019“ ausgezeichnet.